# Kettős mérce
A kettős mérce különféle alapelvekből levezetett szabályok alkalmazását jelenti olyan esetekre, melyek lényegében megegyeznek egymással. A fogalmat gyakran olyan előnyökre alkalmazzák, melyet az egyik fél a másikkal szemben élvez. Kettős mércéről akkor beszélünk, ha két vagy több embert, helyzetet vagy eseményt másképp értékelünk, bár ugyanolyan értékelést érdemelnének. Margaret Eichler, a The Double Standard: A Feminist Critique of Feminist Social Science, így írja le a kettős mércét: „két, egymással megegyező dolgot más szabvány alapján mérünk.”
Attól, hogy két, első ránézésre hasonló esetben különböző eredmények születnek, még nem feltétlenül beszélhetünk kettős mérce alkalmazásáról. Annak érdekében, hogy megállapítsuk, valóban kettős mérce alkalmazásáról van szó, vagy különböző szabványok alapján olyan eseményeket közelítünk meg, melyek ugyanolyannak „tűnnek”, számos tényezőt meg kell vizsgálni. Az egyik ilyen a körülmények ugyanolyansága – miben hasonlítanak, és miben térnek el a körülmények. A másik a filozófia vagy a hitrendszer, mely megmondja, hogy adott körülmények között hogyan kell eljárni. Különféle szabványokat lehet alkalmazni hasonlónak tűnő dolgokra, ha a közelebbről megvizsgált igazság vagy tények alapján azok a szituációk eltérőek. Ilyen lehet például a fizikai realitás vagy egy morális kötelezettség. Azonban ha hasonlónak tűnő eseményeket más szabványok szerint ítélünk meg, és nincs olyan igazság, tény vagy alapelv, mely alapján a jelenségeket külön lehetne osztályozni, akkor az adott helyzetben kettős mércét alkalmaztak.
Ha helyesen azonosították a kettős mércét, akkor azt általában negatívként értékelik, mert általában  álszent elfogultság és/vagy nem egyenes jellemű attitűd húzódik meg mögötte, ami igazságtalan viselkedéshez vezet.

## Példák és hasonlóságok

### Nemi
A nemi szerep meghatározza az emberek morális, társadalmi, politikai és jogi helyzetét, melyet már régóta sokan vitatnak. Egyesek szerint a férfiak és a nők közötti különbségek egy része a társadalmi és környezeti normák része, melyek közé beletartozik a kettős mérce is. Egy gyakran elemzett kérdés az, hogyan viszonyul a társadalom a férfiak és a nők szexuális magatartásához. Kutatások kimutatták, hogy a férfiak alkalmi szexuális életét sokkal gyakrabban elfogadják, mint a nőkét. Más kutatások szerint a nőkre szigorúbb előírások vonatkoznak, mint a férfiakra. Egyesek szerint kettős mérce létezhet férfiak és nők között az udvarlás, az élettársi kapcsolat, a szüzesség, a házasság/újraházasodás, a szexuális erőszak/ennek bűncselekmény minősítése, a családon belüli erőszak és a szingliség terén.

### A törvény előtt
Kettős mércéről beszélhetünk, ha két vagy több, a törvény előtt egyenlőnek számító csoportnak eltérő mértékű jogi védelmet vagy képviseletet biztosítanak. Az ilyen kettős mércét igazságtalannak tekintik, mert megsértik a modern jogtudomány egyik alapelvét, melyet sok ország megfogad. Ez pedig az az alapelv, hogy mindenki egyenlő a jog előtt. Így kettős mérceként értelmezhető, ha ezt az alapelvet nem, igazságtalanul vagy elfogadhatatlan módon alkalmazzák. Ahol elvárás a bírók és a vezetők pártatlansága, ott elvárás feléjük, hogy mindenkire ugyanúgy alkalmazzák a szabályokat, és nem veheti figyelembe a saját elfogultságát, társadalmi osztályok, etnikumok, nemek, vallások, szexuális irányultságok, korcsoportok vagy egyéb jellemzők közötti elfogultságát,

### Politikai
Kettős mércéről van szó akkor is, mikor egy politikai ügyet két vagy több párt eltérően kezel. Ilyen ügy lehet egy tömeges krízis vagy a források szétosztása. Ennek oka lehet az, hogy más az ügyhöz a politikai hozzáállása az adott pártnak, annak a függvénye, hogy az adott kérdéssel mennyi erőt nyerhet/veszíthet, vagy a politikusok személyes elfogultsága/előítélete. Kettős mérce olyan politikai esetekben alakulhat ki, mikor a nemzetközi kapcsolatokban a felek más szempontból közelítik meg ugyanazt a jelenséget, folyamatot vagy eseményt. Egy adott ország egy bizonyos gyakorlatát valaki elfogadja, de ugyanaz az illető egy más ország ugyanolyan reakcióját már teljesen vállalhatatlannak ítéli.
A következő példamondat illusztrálja a kettős mérce politikai értelmezését: „Egy ember valaki szemében lehet terrorista, míg egy másik ember szemében szabadságharcos.”

### Etnikai
Kettős mércének számít az is, mikor valakit etnikai hovatartozása miatt ítélnek meg kedvezőbben vagy kedvezőtlenebbül olyan helyzetben ahol az etnikai hovatartozás nem releváns és nem is igazolható jellemző. (Ellenkező eset lehet egy kulturális előadás vagy egy etnikai ünnepség.)
Ironikus, de egyes emberek igyekezete, hogy tegyen a rasszizmus ellen, más emberek szemében a rasszizmus megtestesülése és igazi kettős mérce alkalmazása lehet. A The American Conservative-nak író Rob Dreher beszámolt egy, a Columbia Universityn tanuló fekete hallgató, Coleman Hughes igaz történetérő, aki lehetőséget kapott arra, hogy Grammy-díjas popénekes, Rihanna háttérzenekarában játszhasson a 2016-os MTV Video Music Awards show műsorában. Hughes szerint több barátját is meghívták, de az egyiküket elküldték, mert fehér bőrű spanyol felmenői voltak, és nem passzolt bele abba a tiszta feketékből álló csapatba, amit Rihanna csapata összeállított a műsorra.  A csoport úgy döntött,, hogy mindenkinek feketének kell lennie, aki színpadra áll, kivéve Rihanna gitárosát, akivel már régóta együtt dolgozott.
Hughes bizonytalan volt, hogy etikátlan volt-e a döntés, mert a műsornak volt egy rasszra jellemző tulajdonsága is így. Arra jutott, hogy ez a szórakoztatóiparban kettős mércének számít, és azt mondta: „ha egy fekete bőrű  zenészt dobtak volna ki azért, hogy csak fehér bőrűek játszanak a színpadon, az újságok az első oldalon közölték volna a hírt. Ez a morális szabályok egyértelmű megszegése lenne.” Hughes megfigyelése jól mutatja, hogy sok ember nehezen tud különbséget tenni aközött, hogy egy etnikai csoportot egy másik ünneplése miatt zárnak ki, vagy azért, mert rasszisták vagy kettős mércét alkalmaznak. Ugyanabban a cikkben egy másik esetet is elemeztek, mikor The New York Times fiatal, zsidó újságíróját, Bari Weisst azért kritizálták,  mert ezt twittelte ki: „Bevándorlók. Ők elvégzik a munkát.” Ezzel pozitívan utalt  a japán származású amerikai Mirai Nagasu olimpikon jégkorcsolyázóra, akit Weiss dicsérni akart. Továbbra is létezik etnikai alapú kettős mérce használata, és ez még sokáig vita tárgya marad a közvéleményben.

## Okok és magyarázatok
Úgy gondolják, az emberekben több okból is kialakulhat a kettős mérce. Ezek között ott lehet, hogy valakinek meg akarnak bocsátani, érzelmi alapon ítélkeznek, úgy alakítják a tényeket, hogy azok megfeleljenek a hitüknek – ilyen a megerősítési torzítás, a kognitív torzítás, az előítélet, vagy annak z óhaja, hogy igaza legyen. Az emberek általában az alapján ítélik meg a cselekedeteket, hogy azokat ki hajtotta végre.
Egy 2000-es tanulmányban Martha Foschi a csoportos kompetencia tesztekben vizsgálta meg a kettős mérce alkalmazását. Arra jutott, hogy a társadalmi státusz és az olyan jellemzők, mint a nem, etnikai hovatartozás és a társadalmi osztály mind olyan jellemzők lehetnek, melyek alapján kettős mércét lehet alkalmazni. Ezek alapján szigorúbb szabályok vonatkoznak azokra, akik az „alacsonyabb csoportba” tartoznak. Foschi azt is észrevette, hogy vannak más szempontok is, ami alapján kettős mércét alkalmaznak. Ilyen a szépség, a morál és a szellemi frissesség.
Tristan Botelho és Mabel Abraham, a Yale School of Management és a Columbia Business School adjunktusai azt vizsgálták, a nemnek milyen szerepe van abban, hogyan ítélik meg egymást az emberek a pénzügyi piacokon. Kutatásuk arra jutott, hogy az átlagos férfit általában többre értékelik, mint egy átlagos képességű nőt, akit így büntetnek. Botelho és Abraham azt is kimutatta, hogy a közhiedelemmel ellentétben a férfiak és a nők ugyanannyira kockázatvállalók. Összességében arra jutottak, hogy (legalábbis a pénzügy piacokat tekintve) létezik nemi alapú kettős mérce. Kontrollok bevezetését szorgalmazták, hogy elkerülhessék a nemi előítéletek megjelenését a munkaerő felvételnél és az értékelési folyamatokban. Olyan ajánlásokat tettek, mint hogy a jelentkezésen csak az illető monogramja szerepeljen, így nem lehet tudni a jelentkező nevét. Egy másik javaslatuk szerint a zenészeket a vászon mögül kellene meghallgatni, így a zenekarba történő felvételnél nem tudnák az illető nemét. Botelho és Abraham szerint az ehhez hasonló praktikákat már több helyen is alkalmazzák.

## További irodalom
- Axinn, William G., et al. “Gender Double Standards in Parenting Attitudes.” Social Science Research, vol. 40, no. 2, 2011, pp. 417–432., doi:10.1016/j.ssresearch.2010.08.010.
- Pollmann, K.. Double Standards in the Ancient and Medieval World. Duehrkohp & Radicke (2000). ISBN 978-3-89744-110-1 327 pages.
- Henrard, K.. Double Standards Pertaining to Minority Protection, Nijhoff eBook titles. Martinus Nijhoff Publishers (2010). ISBN 978-90-04-18579-1 440 pages.
- Hudspeth, Christopher. “8 Modern Day Double Standards.” Thought Catalog, 26 July 2012, thoughtcatalog.com/cehudspeth/2012/07/8-modern-day-double-standards/.
- Peterson, N.. Studs and Sluts: Virginity-loss Scripts and Sexual Double Standards Among College-age Students. Coe College (2015) 127 pages.
- Thomas, Keith. “The Double Standard.” Journal of the History of Ideas, vol. 20, no. 2, Apr. 1959, pp. 195–216., doi:10.2307/2707819.
- Wood, B.. World Order and Double Standards: Peace and Security 1990-91. Canadian Institute for International Peace and Security (1991) 37 pages.